# Casa de Cultura Adolpho Bloch
Casa de Cultura Adolpho Bloch é um centro de cultura situado na Praça Juscelino Kubitschec, bairro de Nossa Senhora de Fátima, em Teresópolis, município do interior do estado do Rio de Janeiro. Inaugurado em 29 de maio de 1988, as obras tiveram início 4 anos antes, em 1984, incentivadas por meio de doações do comércio e indústria locais. Com uma arquitetura singular, projeto do arquiteto da prefeitura Jorge Batista Sabino, abriga exposições e mostras artísticas, como o Salão Nacional da Primavera, possuindo uma fachada envidraçada que possibilita maior integração da comunidade com as atividades do centro cultural, facilitando ainda a visão do maciço da Serra dos Órgãos, fazendo o seu entorno a Igreja Nossa Senhora de Fátima, o Centro Educacional Nossa Senhora de Fátima, casas residenciais e a praça, arborizada, com bancos, playgrounds, mesas de jogos para cartas, dominó, xadrez e dama e mesa para ping pong, anfiteatro, auditório com capacidade para 140 pessoas, salão de exposição, sala de aula de artes plásticas, música e dança salas para administração, sanitários para o público, funcionários e depósito para guarda de material jardim. Abriga a sede da Academia Teresopolitana de Letras (ATL) e da Sociedade dos Artistas de Teresópolis (SOARTE), além do centro de atividades culturais ser subordinado à Secretaria Municipal de Cultura, tendo por finalidade o desenvolvimento cultural da população.
Em 1995, seu nome foi alterado de "Casa de Cultura de Teresópolis" para "Casa de Cultura Adolpho Bloch", por meio da Lei Municipal nº 1654.